# Lahore
Lahore (con grafia inglese) o Lāhaur (con grafia indostana; in punjabi لہور, AFI: [lɔː˥˩ɾᵊ]; in urdu لاہور‎?, AFI: [laːˈɦɔːɾ]) è una città pachistana situata sul fiume Ravi, affluente dell'Indo.
Con una popolazione di circa 14 000 000 abitanti (2021) è la seconda città del Pakistan dopo Karachi ed è tra le prime 30 metropoli del mondo. È la capitale della regione del Punjab pakistano ed è un grande centro universitario e culturale; ospita alcune tra le moschee più grandi dell'Asia. È sede dell'industria cinematografica pakistana.

## Geografia fisica
Lahore sorge a 218 m s.l.m. sulla sponda destra del fiume Ravi, nell'alta valle dell'Indo, in prossimità del confine con l'India.

## Storia
Secondo la leggenda sarebbe stata fondata da Lava, figlio del dio Rāma, dal quale avrebbe tratto anche il suo nome (anticamente Lavpur), mentre la vicina città di Kasur sarebbe stata fondata dal suo gemello Kusha. Le testimonianze storiche ci parlano però di Lahore a partire dal 713 d.C., quando l'esercito di Muhammad ibn al-Qasim conquistò il Punjab e gran parte dell'attuale Pakistan facendo della città un centro islamico di riconosciuta bellezza architettonica che acquisì via via sempre più importanza.
Dal 1524 al 1752 Lahore ha fatto parte dell'impero Moghul del quale fu capitale dal 1584 al 1598 sotto Akbar. Decaduto l'Impero Moghul, il potere passò all'Impero Sikh, attivo dal 1799 al 1849, che fissò la propria capitale proprio a Lahore. Nel 1849 la città entrò a far parte dell'Impero britannico del quale era la capitale della regione (ancora indivisa) del Punjab. Nel 1947 il Pakistan ottenne l'indipendenza e il Punjab venne diviso, restando in parte nel territorio dell'India.

## Monumenti e luoghi d'interesse
- Forte di Lahore. È un antichissimo e vasto complesso fortificato più volte distrutto e ricostruito; l'ultima delle quali nel 1566. Nel XVII secolo venne ingrandito e abbellito con la costruzione di diversi edifici fra i quali spicca lo Shish Maḥal, il Palazzo degli Specchi, che prende nome dalla decorazione musiva parietale ricca di specchi. Nel 1981 il forte venne iscritto dall'UNESCO tra i patrimoni dell'umanità.
- Giardini Shalimar. Sono una delle maggiori attrazioni della città, uno dei più begli esempi di giardini moghul che nel 1981 ha consentito la loro iscrizione da parte dell'UNESCO tra i patrimoni dell'umanità. Vennero costruiti dal Gran Mogol Shah Jahan nel 1641 e completati l'anno seguente. Cinti da mura, si sviluppano sull'asse nord-sud per una lunghezza di 658 metri, e sono divisi in tre livelli da terrazze digradanti ricche di fontane, giochi d'acqua, piante e architetture.
- Chauburji. Uno dei più importanti monumenti di epoca moghul della città, unica persistenza di un antico giardino fondato dalla principessa Zeb-un-Nisa nel 1646. Il Chauburji è costituito da quattro torri (infatti čau significa quattro e burji significa torre) e mostra ancora oggi la gran parte della meravigliosa decorazione in piastrelle che originariamente copriva per intero l'edificio.
- Moschea di Wazir Khan. Venne costruita a partire dal 1634, sotto il regno di Shah Jahan, dal governatore del Punjab Nawwāb Wazīr Khān, detto comunemente Wazīr Khān. Viene considerata una delle più belle del Pakistan per i suoi mosaici in ceramica che fonde motivi floreali alla calligrafia.
- Moschea Imperiale È la seconda moschea più grande del Pakistan e la quinta al mondo. Venne commissionata nel 1671 dal sesto imperatore Moghul Aurangzeb e completata nel 1673. Sintetizzando in sé tutta la bellezza, la passione e la gloria dell'era dell'Impero Moghul, costituisce la maggiore attrazione turistica della città.
- Mausoleo di Ranjit Singh. Singolare costruzione eretta per ospitare l'urna funeraria del maragià Ranjit Singh (1780-1839). Il complesso, costituito da più cupole e arricchito da balaustre e decorazioni, venne terminato nel 1848.
- Grande moschea-cattedrale (Jāmiʿa), la terza più grande del Pakistan.
- Mausoleo di Muhammad Allama Iqbal, dedicato al grande poeta Muhammad Iqbal.
- Moschea di Mariyam Zamani Begum, si trova all'interno della città fortificata
- Minareto della Conferenza Islamica; presso Charing Cross, ospita un museo.

## Infrastrutture e trasporti
La città è servita dall'Aeroporto Internazionale Allama Iqbal. In città ha sede la Pakistan Railways.

## Amministrazione

### Gemellaggi
Lahore è gemellata con otto città:
- Dušanbe
- Fès
- Fresno
- Glasgow
- Istanbul
- Mashhad
- Amol
- Xi'an